# Ballyclare
Ballyclare is een plaats in het Noord-Ierse graafschap County Antrim. De plaats telt 8.770 inwoners.
Antrim · Ballycarry · Ballycastle · Ballyclare · Ballymena · Ballymoney · Bushmills · Carrickfergus · Cushendun · Glengormley · Greenisland · Larne · Lisburn · Newtownabbey · Portrush · Randalstown